# Werdenberg (huyện)
Huyện Werdenberg (tiếng Pháp: District du Werdenberg, tiếng Đức: Bezirk Werdenberg) là một huyện hành chính của Thụy Sĩ. Huyện này thuộc bang Bang Sankt Gallen. Huyện Werdenberg có diện tích 206 kilômét vuông, dân số theo thống kê của cục thống kê Thụy Sĩ năm 1999 là 32799 người. Trung tâm của huyện đóng ở Buchs. Mã của huyện là ?.